# Clydebank Football Club
Maillots
Clydebank Football Club est un club de football écossais basé à Clydebank. Le club a connu une histoire mouvementée, changeant plusieurs fois de nom et abandonnant dans les dernières années le statut professionnel. Le club actuel, formé en 2003 participe au championnat d’Écosse junior. 
Le Clydebank Football Club ne doit pas être confondu avec les clubs de Clydesdale FC et Clyde FC.
Le club actuel de Clydebank trouve son origine directe dans le Clydebank Juniors F.C. qui a été créé en 1899. Renommé en Clydebank FC, il participe au Championnat d'Écosse de football à partir de 1917-1918 et jusqu’en 1922. Après une courte fusion avec le club d’East Stirlingshire en 1964-65, il se reforme sous le nom de Clydebank FC et participe au championnat d’Écosse de 1966 à 2002. À la suite de difficultés financières chroniques, le club cède sa licence professionnelle au club nouvellement créé de Airdrie United FC.
En 2003, le club est refondé sous le même nom de Clydebank FC, parfois raccourci en "Clydebank" en tant que club junior évoluant dans la division occidentale de la Scottish Junior football Association.

## Histoire

### Clydebank FC (1888–1895, 1899–1902)
Le premier club à représenter la ville de Clydebank est fondé en 1888. Il joue ses matchs à Hamilton Park, notamment de 1891 à 1893 en Scottish Football Federation. Il s'engage plusieurs fois en Coupe d'Écosse, effectuant sa dernière apparition en 1893-1894. Le club disparaît en 1895 avant d'être recréé quatre années plus tard en 1899 avec le même nom et le même terrain de jeu. Il est alors membre de la Scottish Football Association, et presque moribond en 1902.

### Clydebank F.C. (1914–1931)

#### Entraîneurs
- 1924-1926 :  Alex Bennett

## Palmarès[3]
- Deuxième du championnat d’Écosse de Division 2 (Scottish Football League First Division) : 1977 et 1985
- Champion  championnat d’Écosse de Division 3 (Scottish Football League Second Division) : 1976
- Deuxième du championnat d’Écosse de Division 3  (Scottish Football League Second Division) : 1998

- Finaliste de la Spring Cup : 1976
- Vainqueur de la Stirlingshire Cup : 1979 et 1980

## Stade
Depuis 1939, l'équipe jouait au Kilbowie Park, dont la vente en 1996 marqua le début du déclin du club. Il évolue depuis 2008 à Holm Park.

## Anciens joueurs
- Chic Charnley
- Ken Eadie
- Jim Fallon
- James Grady